# Roanoke College

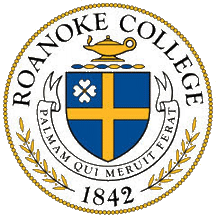
Logo des Roanoke College: Palmam qui meruit ferat („Die Siegespalme dem, der sie verdient hat“)

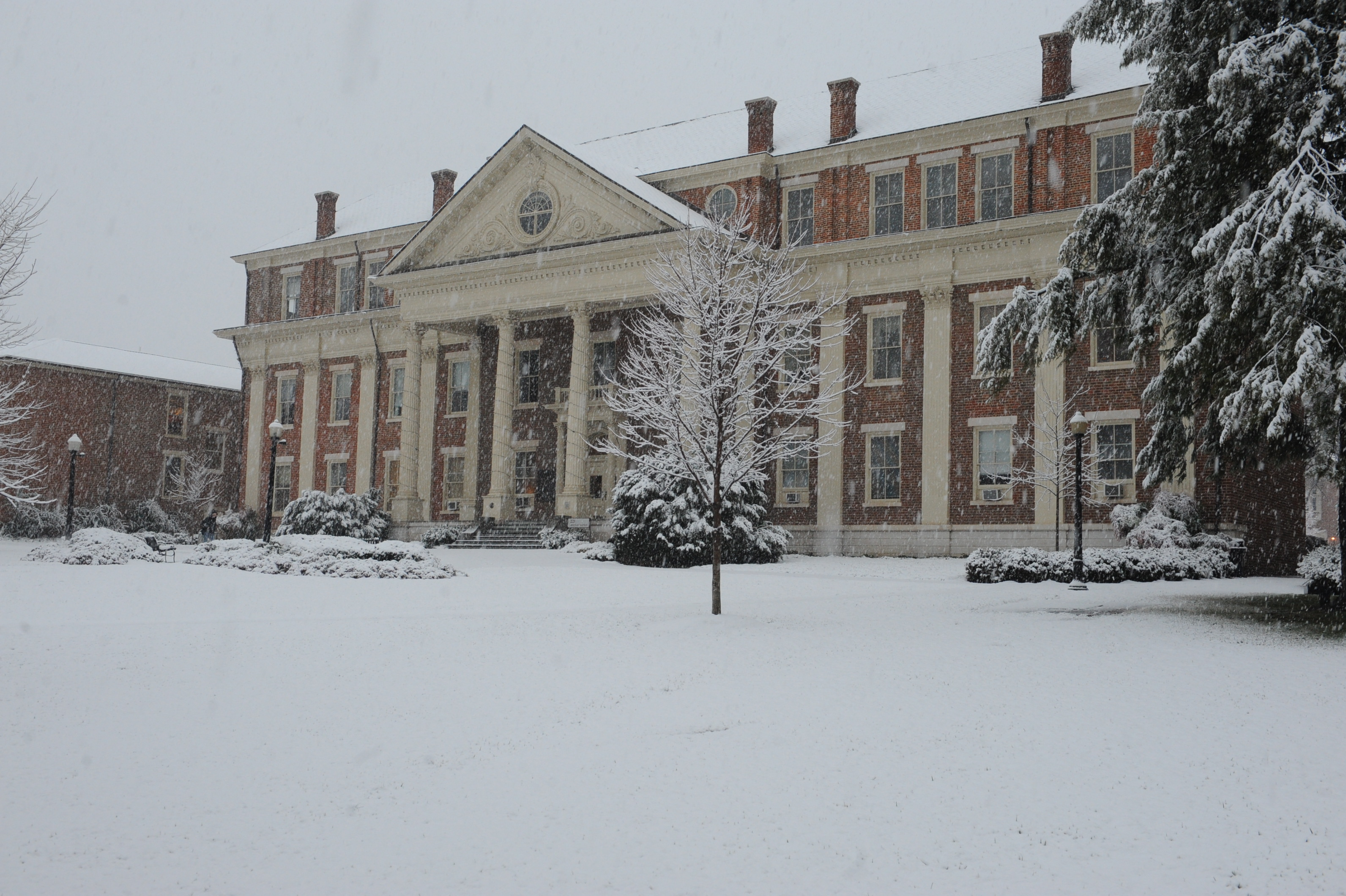
Verwaltungsgebäude, erbaut 1848, gelistet im National Register of Historic Places

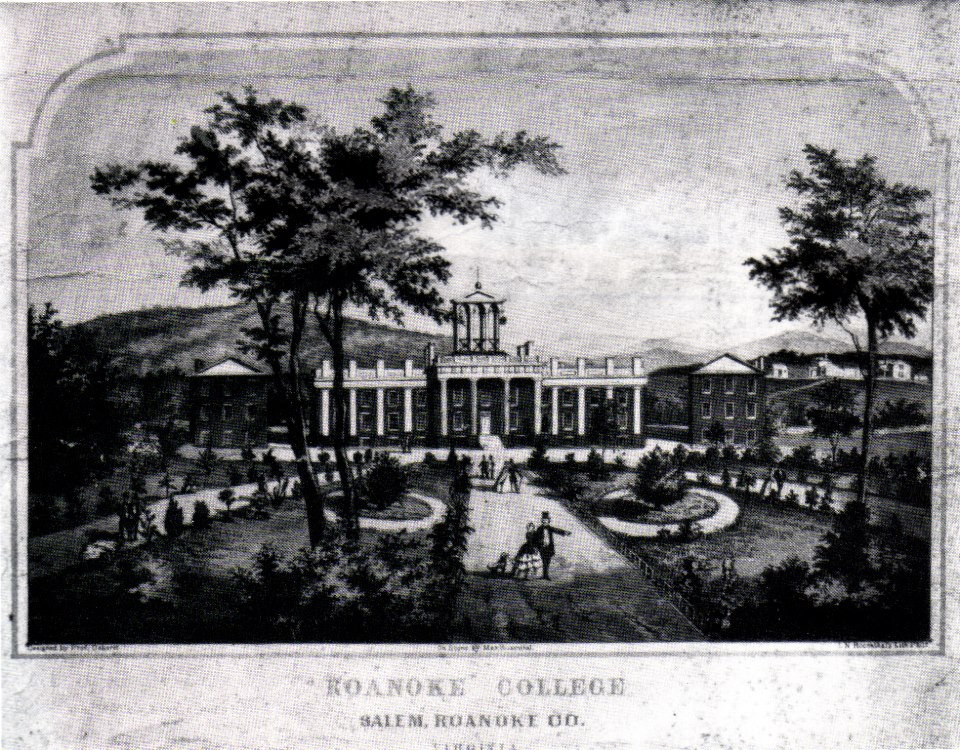
Roanoke College (19. Jahrhundert)

Das Roanoke College  ist ein Liberal Arts College und eine private, gemeinnützige Bildungseinrichtung in Salem, Virginia, in den Vereinigten Staaten von Amerika. Träger der Hochschule ist die Evangelisch-Lutherische Kirche in Amerika (deutsch für Evangelical Lutheran Church in America, ELCA), eine evangelische Kirche in den Vereinigten Staaten. Es ist das zweitälteste lutherische College in Amerika.
Die Hochschule wurde 1842 gegründet und nach der nahegelegenen Ortschaft Roanoke benannt. Ihre Studentenzahl beträgt ca. 2000.
Die Aufschrift einer 1942 von der Virginia Conservation Commission errichteten Tafel (Marker Number I-11A) in der Nähe informiert über die Einrichtung:

„Fünf Meilen westlich ist der Geburtsort des Virginia Institute, gegründet im Jahre 1842 von David F. Bittle, unterstützt von Christopher C. Baughman. Am 30. Januar 1845 als Virginia Collegiate Institute gegründet, zog die Schule im Jahr 1847 nach Salem, Virginia, und wurde am 14. März 1853 als Roanoke College gegründet.“

## Verschiedenes
Caner K. Dagli, eine der bedeutenden Persönlichkeiten des Islams in den Vereinigten Staaten tscherkessischer Herkunft, gehörte zu den Dozenten der Universität.